# Дудик, Беда-Франц
Беда (Франц) Дудик (чеш. Beda Dudík; 29 января 1815, Коетин, Моравия, Австрийская империя — 18 января 1890, Райград (ныне Южноморавского края, Чехии)) — чешско-моравский историк, монах-бенедиктинец. Член-корреспондент Баварской академии наук (с 1870).

## Биография

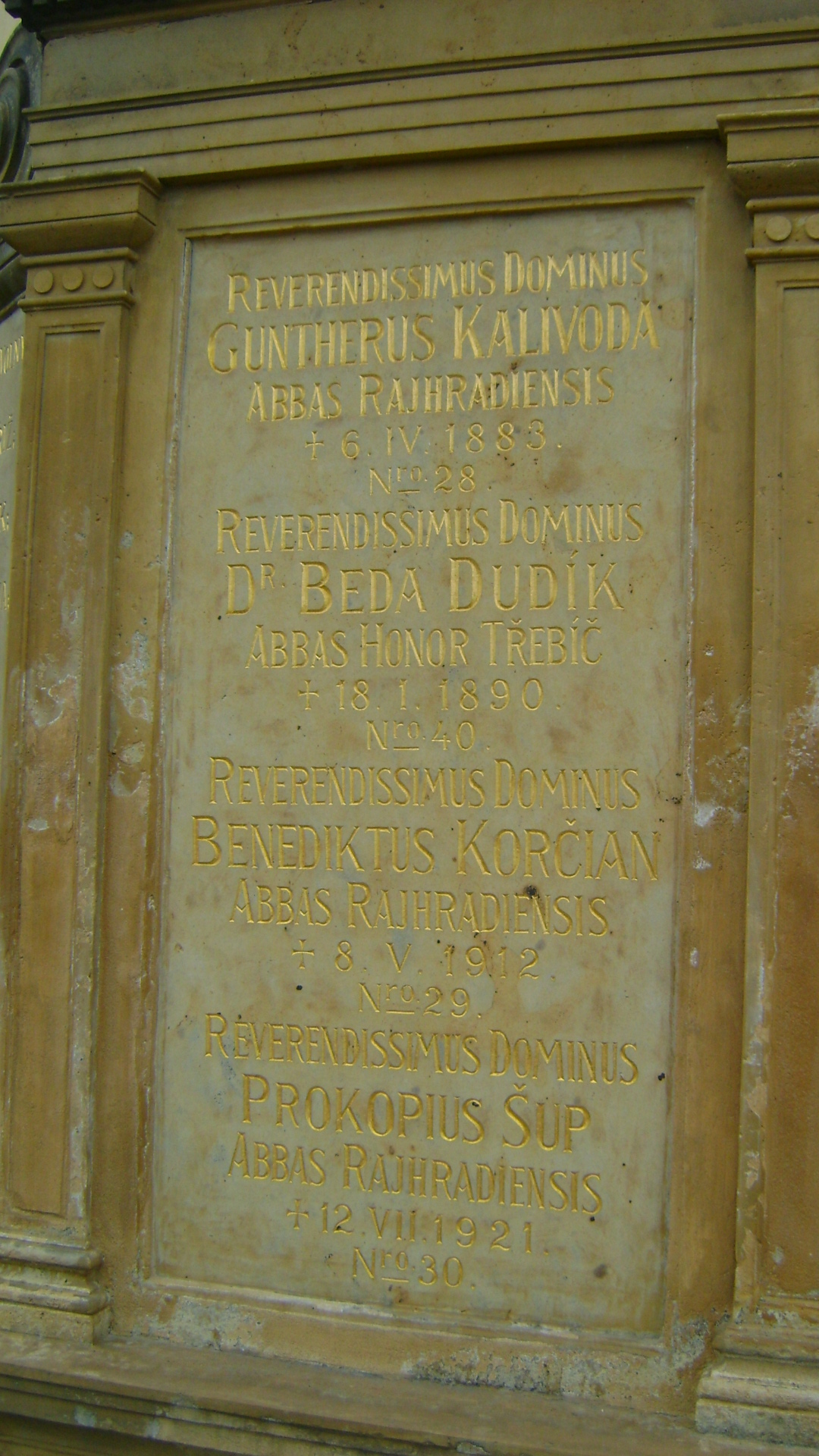
Надгробная плита в монастыре бенедиктинцев в Райграде

Родился в многодетной семье, был старшим из девяти детей. Учился у пиаристов в Кромержиже, в 1834—1835 годах изучал философию в институте Брно. В 1836 году
стал монахом бенедиктинского ордена. В 1836—1840 годах слушал лекции по классической филологии и общей истории в университете императора Франца в Оломоуце, изучал богословие в институте Брно. В 1840 году стал доктором философии.
В том же году рукоположен. В 1841—1849 годах — профессор Института философии в Брно, преподавал там классическую филологию, историю, географию, греческий язык. В 1846 году читал публичные бесплатные лекции по чешскому языку и литературе в Философской школе в Брно. Во время революции 1848 года был выбран студентами Главнокомандующим. После подавления революции вынужден был уехать на некоторое время из своего монастыря.
После 1848 г. — учитель Высшей гимназии в Брно, в 1855—1856 гг. — приват-доцент по курсу средневековья, адъюнкт-профессор в венском университете (1859). Основал историческую библиотеку Тевтонского ордена .
В 1859 году получил титул историографа Моравии. Проводил исследования памятников чешской литературы, похищенных шведами во время Тридцатилетней войны. В 1851—1852 гг. ездил в Швецию для определения объема и содержания книг, вывезенных в конце Тридцатилетней войны из Богемии и Моравии, а также возможности их возвращения. В 1852—1853 гг. побывал в Риме, участвовал в проведении раскопок в церкви Св. Климента, где были обнаружены редкие фрески Кирилла и Мефодия. Результаты путешествия описал в «Forschungen in Schweden für Mährens Geschichte» (1852) и «Iter Romanum» (1855)). Несколько раз с дипломатическими миссиями был в России, одновременно разыскивал материалы по истории Моравии.
Во время Австро-прусско-итальянской войны 1866 года был военным капелланом, а в 1869 году — личным капелланом императора Франца Иосифа I. Член австро-венгерской делегации на церемонии открытия Суэцкого канала в 1869 году.
В 1873 г. выступал с лекциями на международном археологическом съезде в Киеве, в 1876 г. читал лекции по антропологии на историческом конгрессе в Будапеште.
В июне 1878 г. успешно завершились его усилия по возврату некоторых чешских рукописей из Швеции, в Стокгольме он лично принял 23 рукописи, среди них, «Легенда о св. Екатерине», так называемая «Библия Лобковича», «Бочковская Библия» и др.
В 1881 году во время паломничества в Рим, заразился малярией
В 1884 году стал настоятелем монастыря в Тршебиче. В 1888 году перенёс первый удар, после чего у него была парализована вся правая половина тела. Через 2 года умер.

## Научная деятельность
Автор около 90 работ в области истории. Главный труд — 12-томная «История Моравии» (Historie Moravy), доведённая до 1350 года.

## Избранные труды
- Dějiny řádu v Rajhradě (1849),
- Mährens Geschichtsquellen (l850),
- Pátrání ve Švédsku pro dějiny Moravy (Forschungen in Schweden) (1852),
- Vévodství opavské a jeho dřívější postavení k markrabství moravskému (1857),
- Waldstein (1858),
- Allgemeine Geschichte Mährens (1860—1882, последние тома VIII—XII на чешском языке)
- Schweden in Böhmen u. Mähren 1640—1650 (1879) и др.

## Награды
- Рыцарь Императорского австрийского ордена Франца Иосифа (1860)